# 斯特龙戈利
斯特龙戈利（義大利語：Strongoli），是意大利克罗托内省的一个市镇。总面积85平方公里，人口6295人，人口密度74.1人/平方公里（2009年）。